# Seiichi Morimura
Seiichi Morimura (japonès: 森村 誠一, Morimura Seiichi; Kumagaya, 2 de gener de 1933 – Tòquio, 24 de juliol de 2023) fou un escriptor japonès, conegut sobretot per The Devil's Gluttony (悪魔の飽食) (1981), on relata les atrocitats comeses per la Unitat 731 de l'Exèrcit Imperial Japonès durant la Segona Guerra Sinojapanesa (1937-1945).
The Devil's Gluttony va ser publicat primer com una sèrie de relats a Akahata (diari del Partit Comunista Japonès) el 1980, i després va ser publicat per Kobunsha (光文社), en dos volums el 1981 i 1982. El 1983 va sortir una segona edició publicada per Kadokawa Shoten in 1983, sense una fotografia que havia estat objecte de controvèrsia.
Va guanyar el premi Edogawa Ranpo el 1969 per "Death in the High-Rise".
El seu relat curt "Devil of a Boy" apareix traduït a l'anglès a l'antologia Ellery Queen's Japanese Golden Dozen: The Detective Story World in Japan, editada per Ellery Queen.